# Ayoluengo
Ayoluengo es una localidad española perteneciente al municipio de Sargentes de la Lora, en la provincia de Burgos (Castilla y León). Está situada en la comarca de Páramos.

## Toponimia
Podría significar «Hayal lejano» o «Allá lejos».

## Situación
En la comarca de La Lora, a unos 65 km de Burgos. Tiene unas 700 hectáreas y el núcleo habitado está a una altitud de 1031 metros sobre el nivel del mar.
Para llegar a Ayoluengo es posible hacerlo por dos rutas diferentes. Desde Burgos, tomando la nacional N-623 hasta San Felices del Rudrón, donde se tomará la comarcal BU-V-6222 hasta llegar a Sargentes de la Lora. La otra ruta es por la carretera nacional N-611 (Palencia a Santander), tomando el desvío en Aguilar de Campoo hacia Burgos en la nacional N-627, hasta llegar a Basconcillos del Tozo.

## Población
En 2019, contaba con 9 habitantes. Llega a unos 50 en los meses de verano.

## Actividad económica
Su principal actividad es la agricultura, aunque también destacan el campo petrolífero (cerrado en 2018) y la estación de energía eólica. Ayoluengo es el punto de inicio del oleoducto Ayoluengo-Bilbao. La apicultura es una actividad menor, pues la cantidad que se cosecha no es muy elevada, siendo la miel de excelente calidad (miel de la Lora).

## Medio natural
Cuenta con un frondoso hayedo, robledales, encinares y pinares.
En la lora de Ayoluengo se pueden encontrar una gran variedad de fósiles, en especial del periodo cretácico. Entre otros se ha hallado ammonites, Conus y Nerinea.

## Historia
El rey Alfonso VII donó sus tierras, en 1141, al monasterio de San Martín de Quintanilla de Escalada, ya desaparecido.
Lugar que formaba parte, del Valle de Sedano en el Partido de Burgos, uno de los catorce que formaban la Intendencia de Burgos. 
Durante el periodo comprendido entre 1785 y 1833, en el Censo de Floridablanca de 1787 consta como jurisdicción de señorío siendo su titular el Marqués de Aguilar, que nombraba alcalde pedáneo. En 1843 pertenecía al partido de Sedano y contaba con 8 hogares y 26 habitantes.
Entre el censo de 1857 y el anterior, este municipio desaparece, porque se integra en el municipio de Sargentes de la Lora

## Campo petrolífero

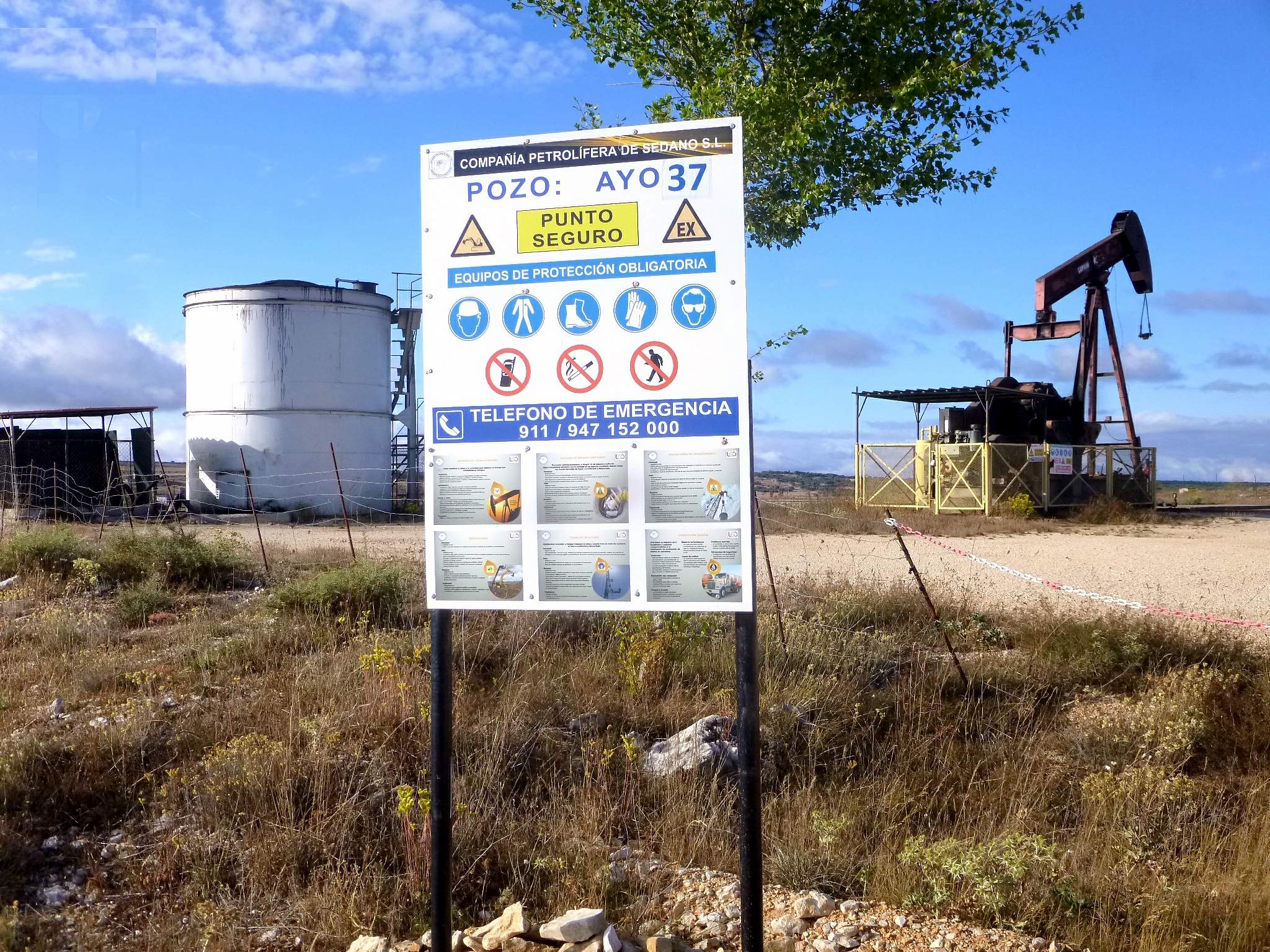
El pozo petrolífero Ayo 37, en las inmediaciones de Ayoluengo

A mediados de la década de 1960 en esta localidad se descubrió yacimiento petrolífero durante el transcurso de unos trabajos de exploración en la comarca. El 9 de febrero de 1967 se inició su explotación comercial tras obtener una autorización del Estado, la cual corrió a cargo de un consorcio formado por CAMPSA y varias empresas norteamericanas. Poco después se construyó un oleoducto que conectaba la campo petrolífero con Quintanilla Escalada, instalándose también una estación petrolífera para el tratamiento del crudo. El descubrimiento de esta reserva despertó unas grandes expectativas, si bien estas no tardaron en desvanecerse cuando se comprobó que su capacidad de producción era limitada. Tras varias décadas en activas, en 2018 las instalaciones terminaron siendo cerradas.

## Patrimonio
- Iglesia de San Mamés: de su origen románico conserva parte de la nave, algunos canes sencillos y la portada. En la entrada tiene dos capiteles tallados.[8][1] La torre del campanario se edificó en 1641.[1]
- Dolmen de La Cabaña: se inscribe dentro del conjunto dolménico de la Lora, uno de los mayores conjuntos dolménicos de Europa. Se hizo una excavación arqueológica en 1985. Su antigüedad se estima en 5000 años.[9]

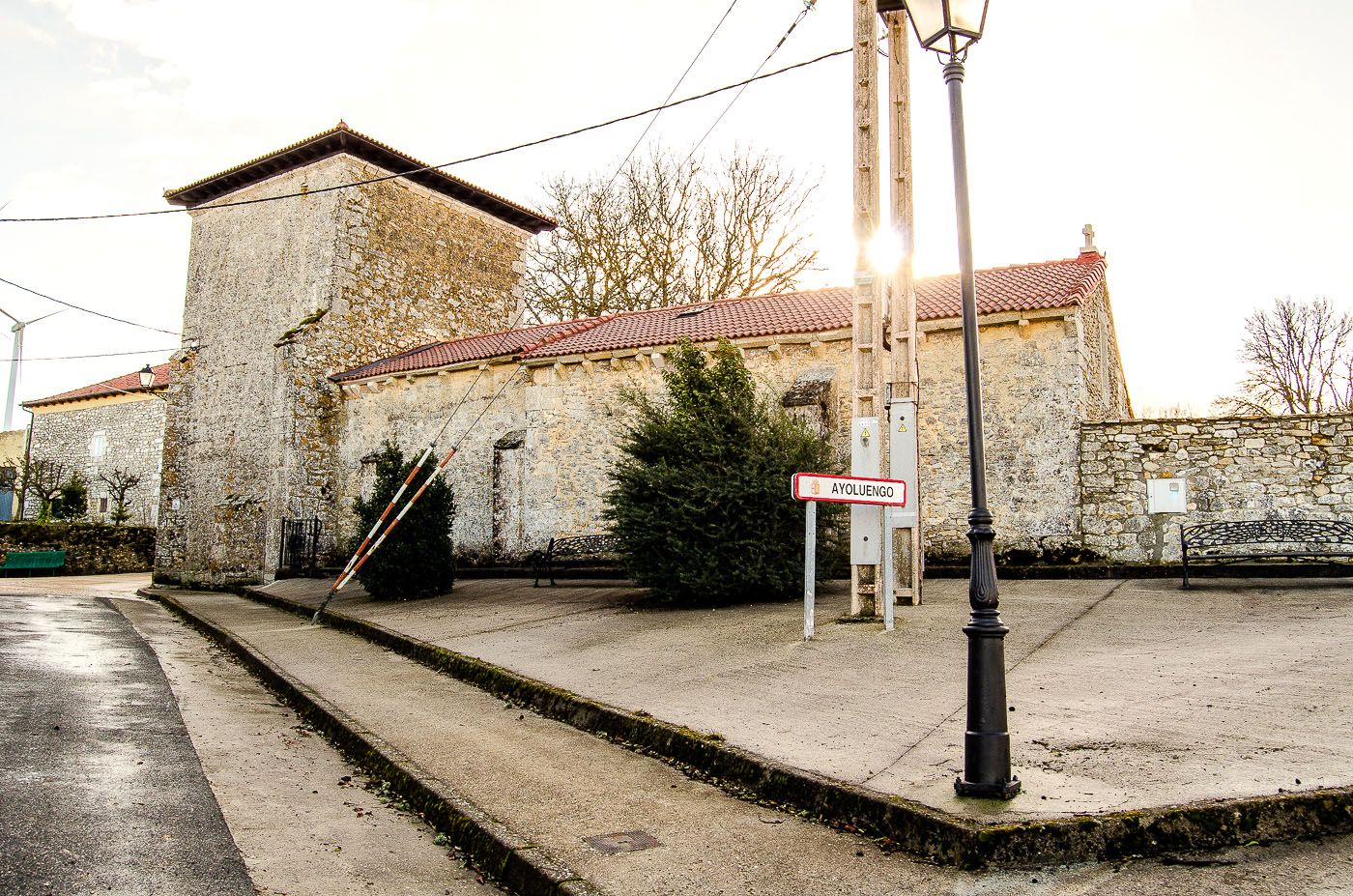
Iglesia de San Mamés y entrada al pueblo.

- Casa de piedra blasonada.[10][2]

## Personalidades
- Segundo Arce Manjón (Ayoluengo de Lora, 1880 - Tabernas, 1936), bautizado en Ayoluengo, fue colaborador y continuador de la obra educativa avemariana promovida inicialmente en Granada por Don Andrés Manjón. Fue martirizado en Tabernas (Almería), en 1936, habiendo sido beatificado en 2017.[1]